# Cleominio Zoreda Novelo
Renán Cleominio Zoreda Novelo (20 de junio de 1950, Mérida, Yucatán, México) es un político mexicano, miembro del Partido Revolucionario Institucional. Senador por el estado de Yucatán, cargo al que llegó cuando la titular Ivonne Ortega Pacheco, de la que era suplente, asumió la gubernatura de Yucatán dejando su escaño vacante.

## Datos biográficos
Cleominio Zoreda Novelo tiene el título de abogado, ha ocupado los cargos de director del Registro Civil en Mérida, y regidor al Ayuntamiento de Mérida (Yucatán) de 1988 a 1991, comuna que estuvo encabezada inicialmente por Carlos Ceballos Traconis, y tras su destitución, por Tuffy Gaber Arjona; de 1995 a 2001 fue secretario general de gobierno en la segunda gubernatura de Víctor Cervera Pacheco y de 2001 a 2004 diputado al Congreso de Yucatán.
En 2006 fue elegido senador suplente de Ivonne Ortega Pacheco, por la fórmula de la primera minoría, para la LX Legislatura del Congreso de la Unión. Cuando Ivonne Ortega dejó el escaño para ser candidata a gobernadora de Yucatán, Zoreda ocupó el escaño vacante. Dentro de su actividad legislativa fue elegido secretario de la mesa directiva del Senado de la República.